# Raimundo Madrazo

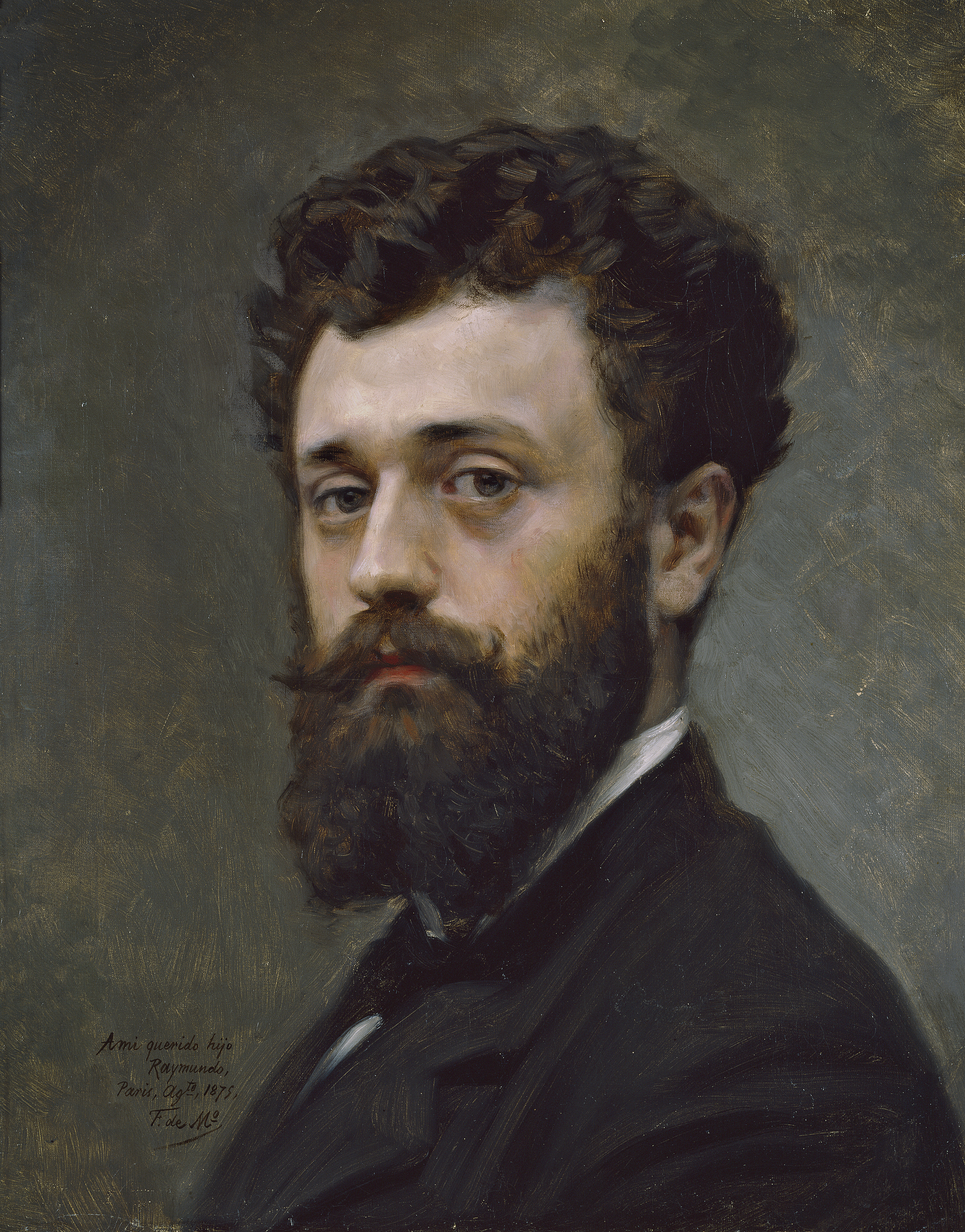
Raimundo Madrazo

Raimundo de Madrazo y Garreta (Rome, 1841 – Versalles 1920) was een Spaans realistisch kunstschilder.

## Leven en werk

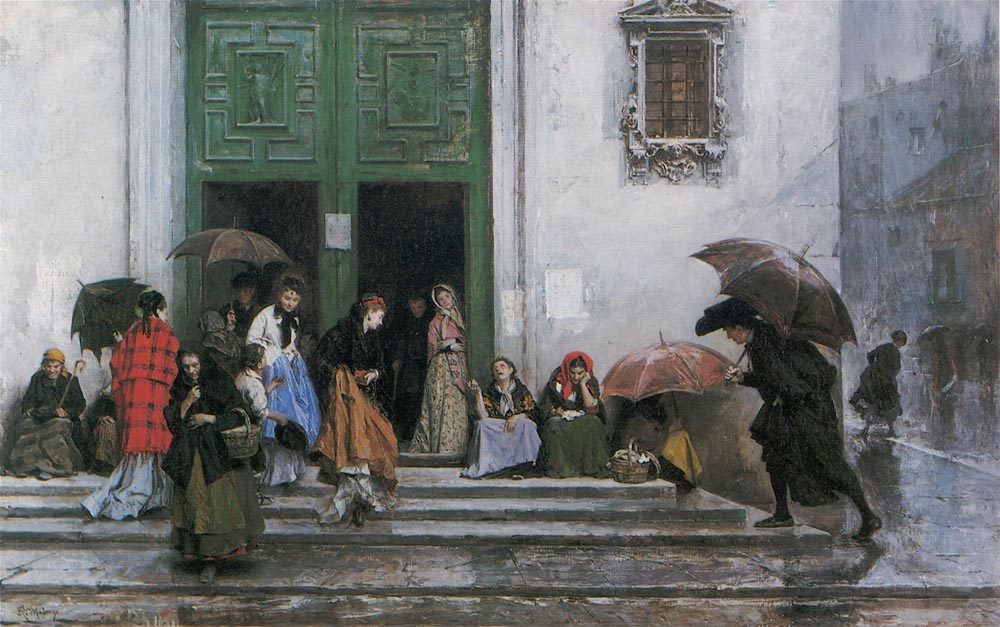
Uit de kerk gaan

Madrazo was de zoon van kunstschilder Federico de Madrazo en werd aanvankelijk ook door hem opgeleid. Later studeerde hij aan de Academie voor Schone Kunsten in Madrid. Aanvankelijk schilderde hij vooral in de stijl van de Spaanse academische kunst, vaak ‘droge’ historische taferelen. Nadat hij rond 1860 naar Parijs trok en daar studeerde onder Léon Cogniet, raakte hij echter steeds nadrukkelijker verwijderd van zijn Spaanse wortels. Mede onder invloed van zijn vriend Alfred Stevens en zijn schoonbroer Marià Fortuny schakelde hij over op de genre- en vooral portretschilderkunst, waarbij invloeden van de rococo en de Japanse kunst herkenbaar zijn, maar ook vanuit het impressionisme. Veel van zijn schilderijen worden getypeerd door een verfijnde aristocratische sfeer. Zijn talloze portretten van elegante vrouwen (zijn vrouw Aline Masson was zijn favoriete model) zijn vaak sensueel en suggestief. Madrazo werd geroemd om zijn technische vaardigheid. Hij exposeerde diverse malen in de Parijse salon. Ook werkte hij als docent.
Werk van Madrazo was rond de eeuwwisseling populair bij rijke Amerikaanse verzamelaars, zoals de ondernemer Alexander Turney Stewart en leden van de familie Vanderbilt. Mede daardoor bevinden diverse van zijn werken zich momenteel in Amerikaanse musea, zoals het Metropolitan Museum of Art in New York. In Spanje is werk van hem te bezichtigen in het Museo del Prado in Madrid.

## Aline Masson

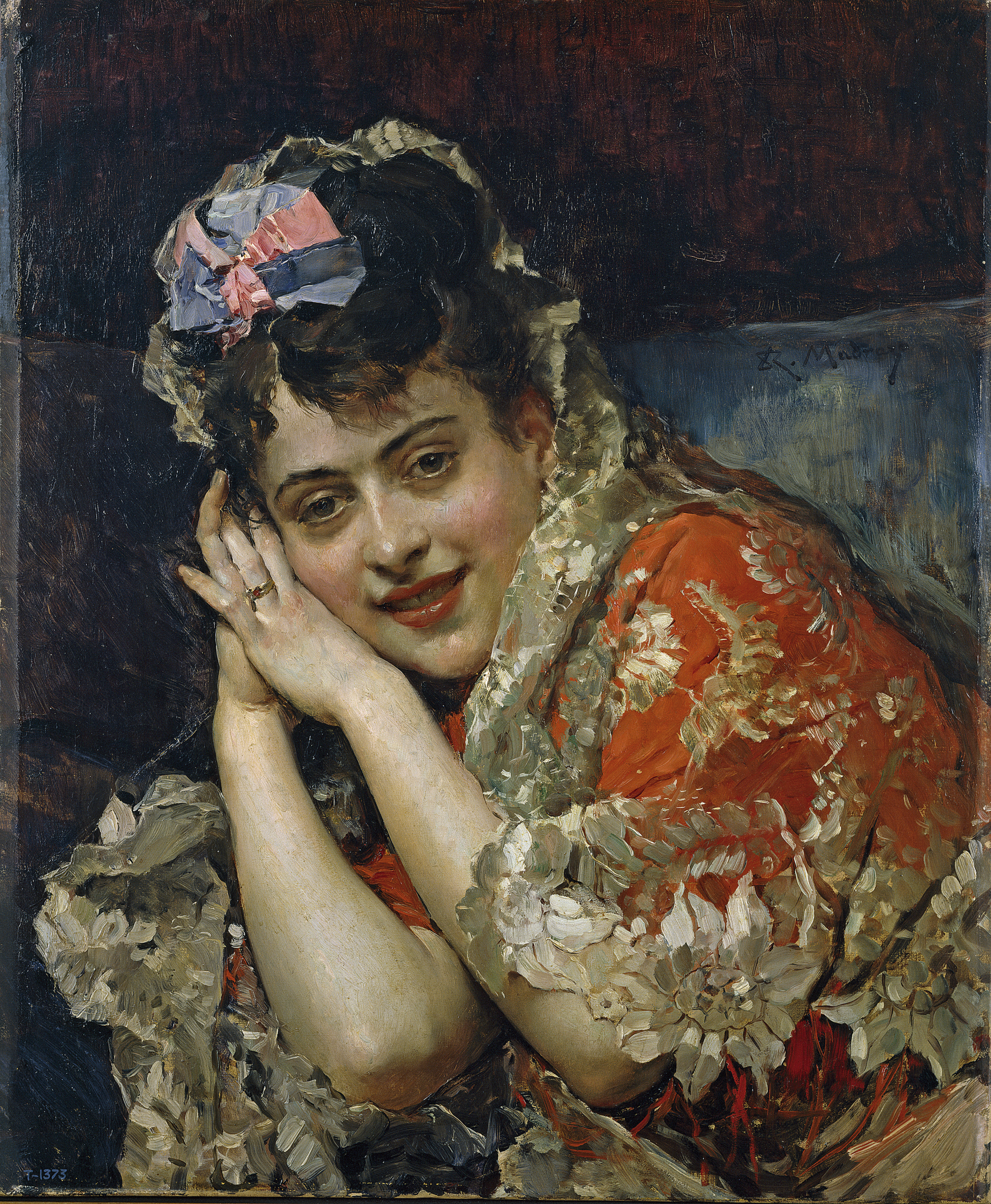
Portret van Aline Masson met witte sjaal
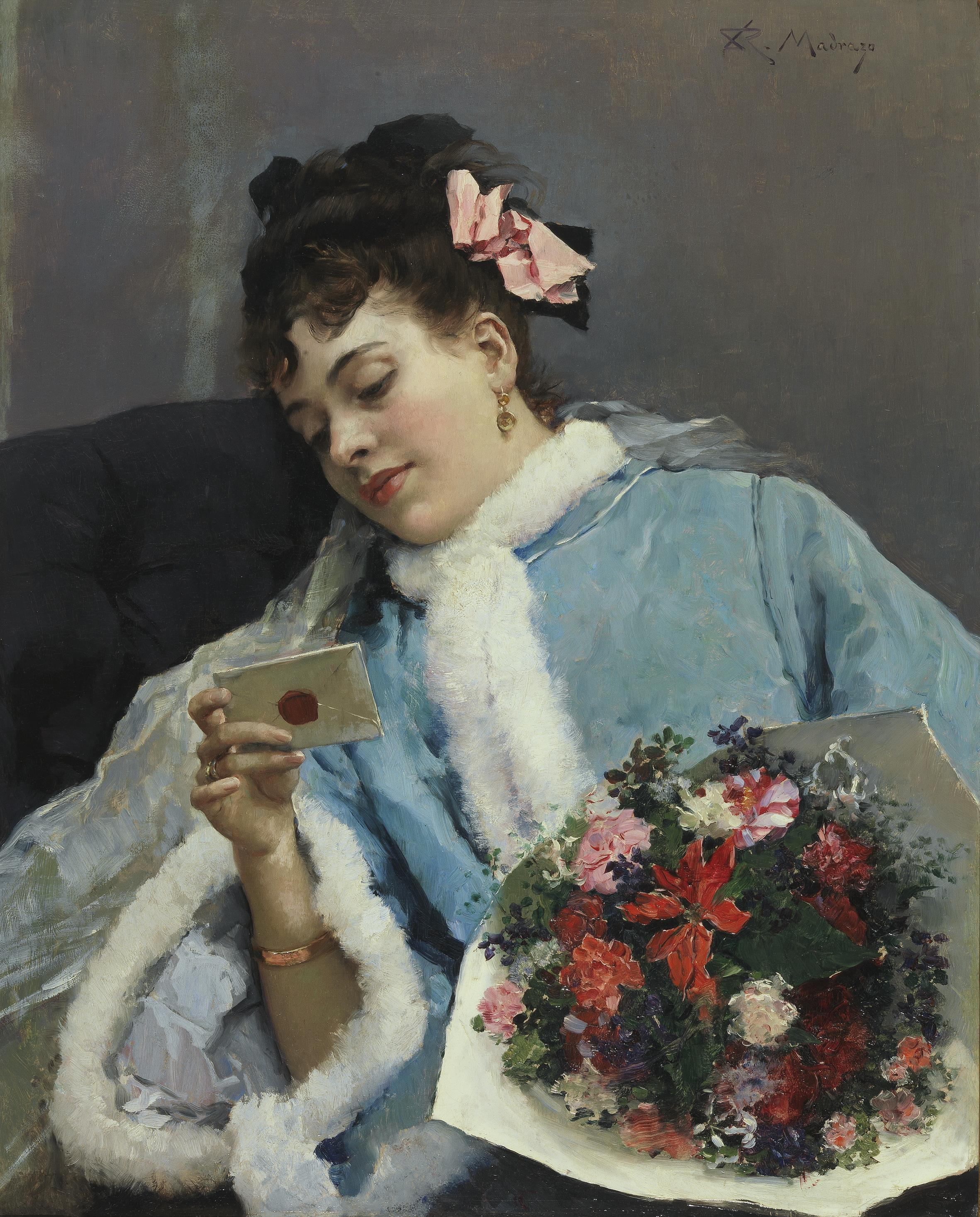
De liefdesbrief
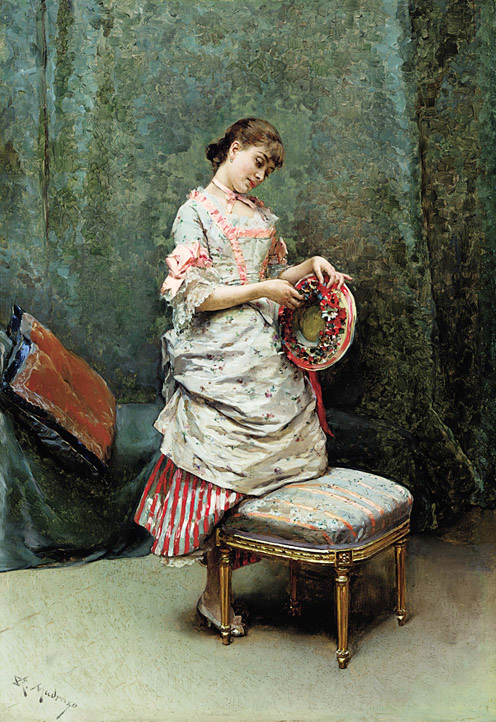
Aline schikt een hoed
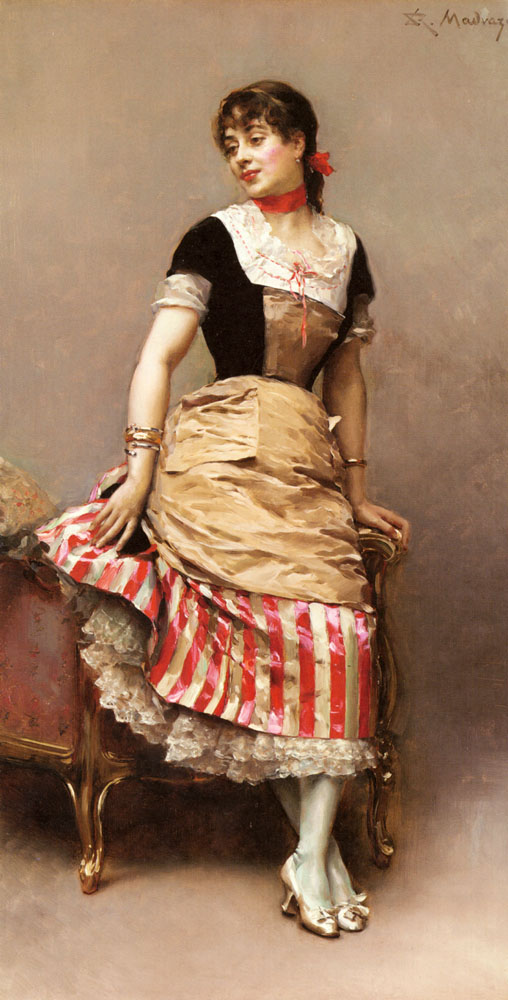
Aline Masson leunend op een sofa

## Overige werken

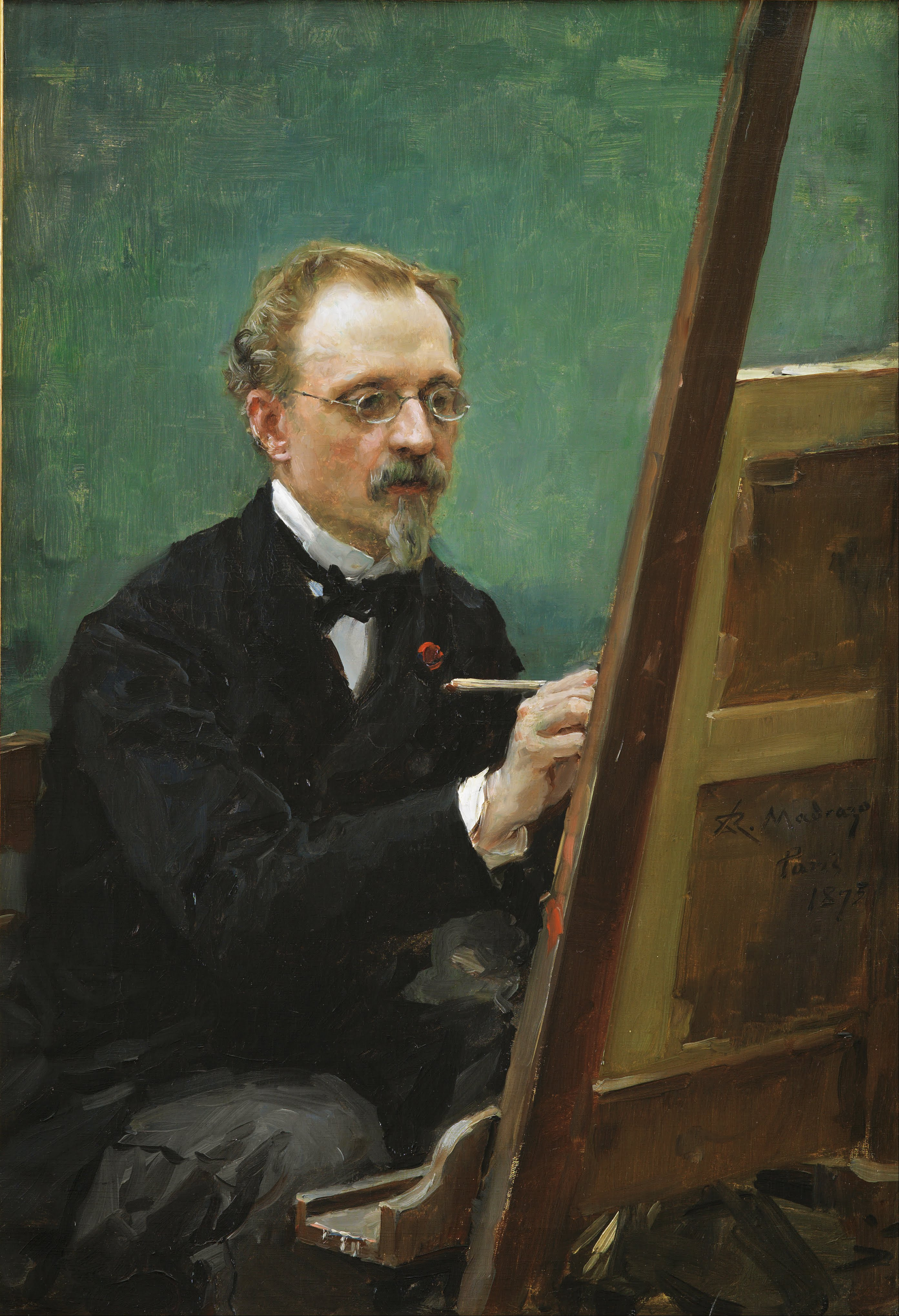
Portret van Federico Madrazo, schilderend
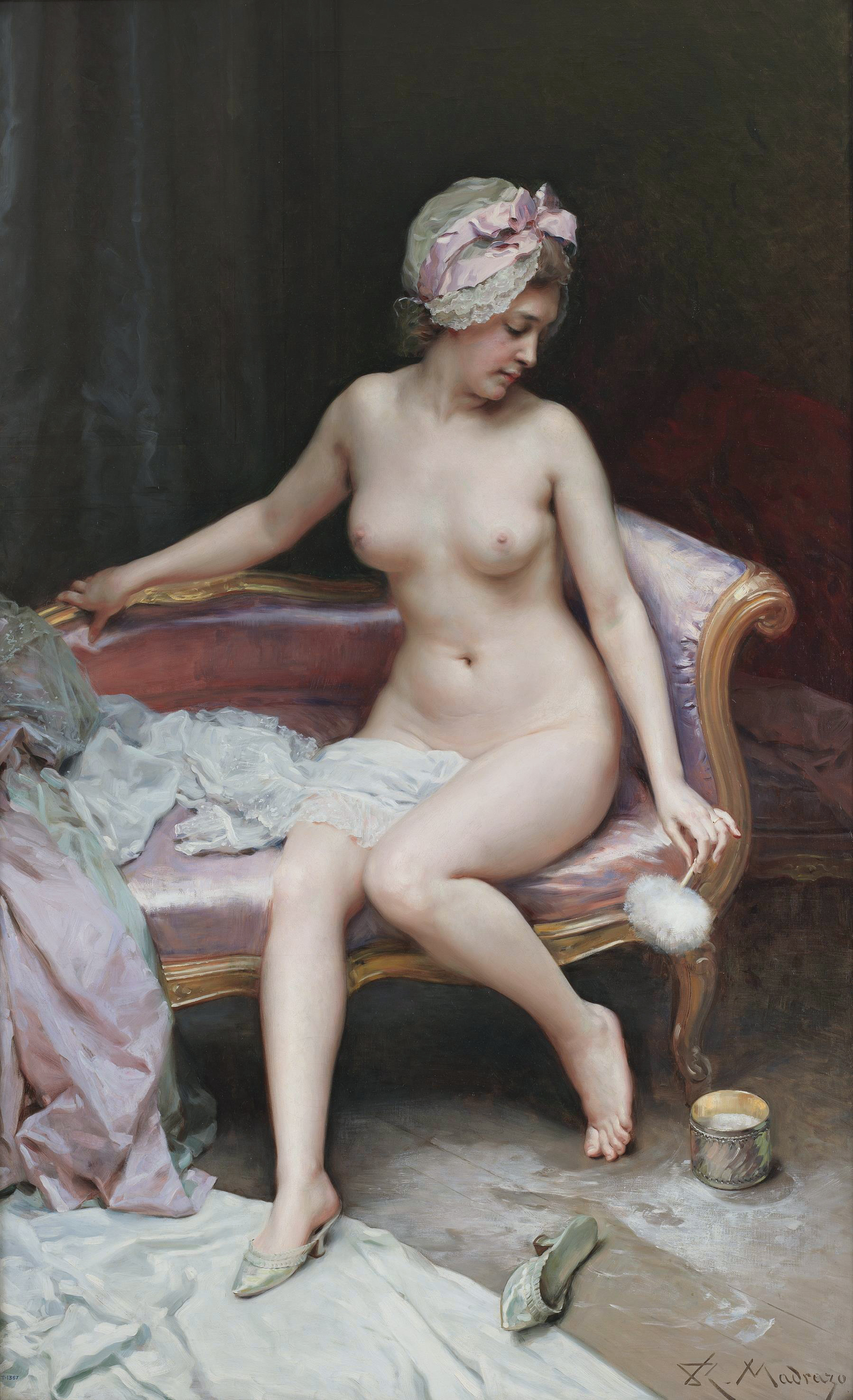
Na het bad
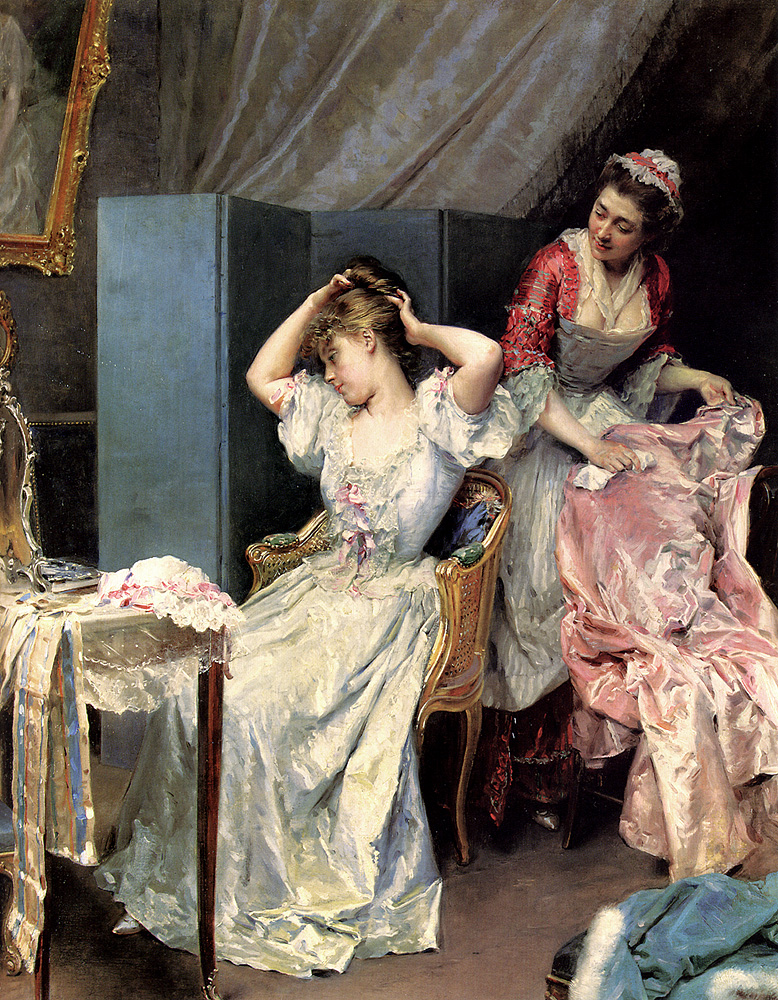
La Toilette
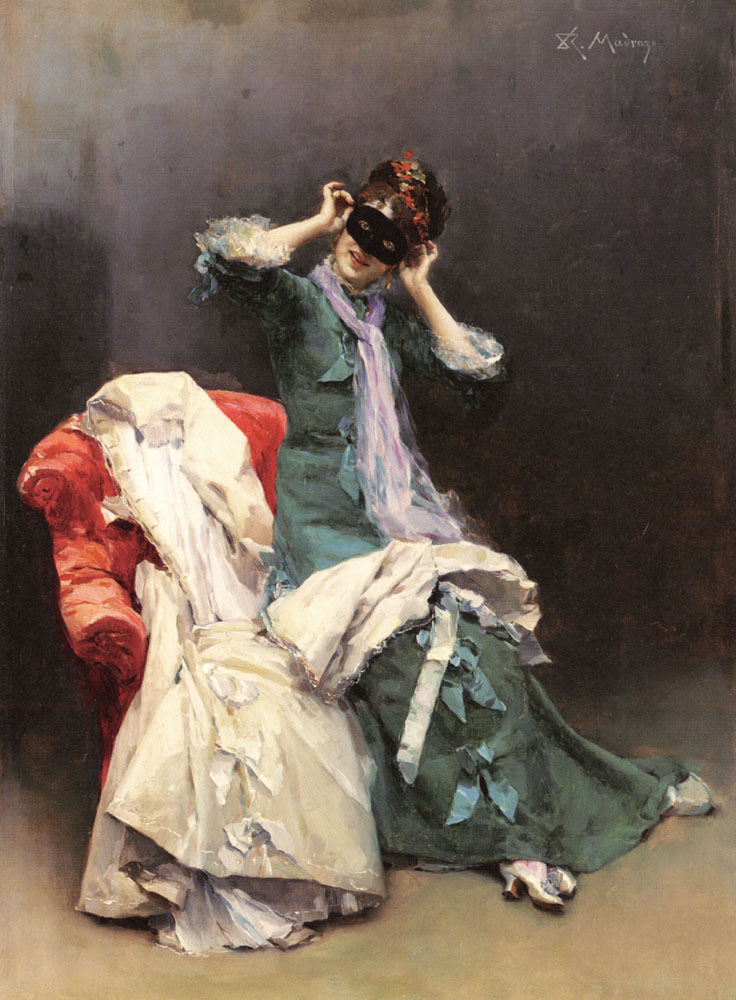
Gereedmaken voor het gekostumeerd bal